# Friedrich Krüger (Astronom)
Friedrich Joachim Christian Krüger (* 22. Dezember 1864 in Dassow; † 6. Januar 1916 in Aarhus) war ein deutscher Astronom.
Krüger – der Sohn eines Gastwirts – studierte ab 1886 Astronomie in Halle und Kiel und war an den Sternwarten in Potsdam, Kiel und Hamburg und war 1893 Lehrer an der kaiserlichen Deckoffiziersschule in Kiel und 1895 am Technikum in Mittweida.
1898 baute und finanzierte er eine private Sternwarte in Altenburg, die er 1909 der Stadt Aarhus schenkte. Sie wurde in Aarhus neu errichtet mit Krüger als Direktor ab 1911 (Ole Römer Observatorium).
Er war für die Erforschung farbiger Sterne bekannt in Zusammenhang mit Pater Johann Georg Hagen von der Vatikan-Sternwarte. 1914 veröffentlichte er mit diesem einen Katalog farbiger Sterne vom Nordpol bis zu 23 Grad südlicher Deklination.

## Schriften
- Über den Zusammenhang von Helligkeit, Farbe und Spektrum der Fixsterne, Verhandlungen der Gesellschaft Deutscher Naturforscher und Ärzte, 1913